# 오와다 마사시
오와다 마사시(일본어: 大和田 真史, 1981년 7월 28일 ~ )는 일본의 전 축구 선수이다.

## 구단 경력
과거 미토 홀리호크, 도치기 SC에서 활동하였다.